# Musica ricercata

Musica ricercata est un ensemble de onze pièces pour piano composé de 1951 à 1953 par György Ligeti, et créé le 18 novembre 1969 en Suède, à Sundsvall, par Liisa Pohjola.
En réponse à une demande du Jeney Quintet, six des onze mouvements (dans l'ordre : III, V, VII, VIII, IX, X) de Musica Ricercata ont été arrangés pour quintette à vent sous le nom de Six bagatelles pour quintette à vent (1953).
Huit des onze mouvements (I, III, IV, VII, VIII, IX, X, XI) ont été transcrits pour l'accordéon par l'accordéoniste parisien Max Bonnay.

## Structure

### I. Sostenuto -- Misurato -- Prestissimo
Ce mouvement utilise presque exclusivement le la (le ré n'est introduit qu'à la toute dernière note). Ligeti développe ici cette seule note en exploitant la dimension rythmique et la variété du timbre. Un début tempétueux mène à un crescendo et à un accelerando progressifs, et à une polyrythmie échelonnée sur différents registres. La coda, dans un accelerando mesuré, ajoute de nombreuses octaves de la, avant de laisser entendre le ré final.

### II. Mesto, rigido e cerimoniale
Ce mouvement est très différent du précédent. Le thème principal est plaintif, devient peu à peu oppressant, menaçant enfin. Il n'est constitué que de deux notes, mi dièse et fa dièse (un demi-ton), en alternance. Ligeti dit lui-même : "I wrote this like a knife in the heart of Stalin" ("J'ai écrit cela comme un coup de poignard dans le cœur de Staline").
Des portions de ce mouvement ont été utilisées par Stanley Kubrick dans son film Eyes Wide Shut.

### XI. (Omaggio a Girolamo Frescobaldi) Andante misurato e tranquillo
Le compositeur du premier baroque Girolamo Frescobaldi est aujourd'hui considéré comme un grand innovateur dans la composition du ricercare, forme contrapuntique antérieure à la fugue.  Ce dernier mouvement de cette Musica ricercata est construit comme une sorte de fugue, plus précisément un ricercare, qui sera publiée en 1953 comme pièce d'orgue, Ricercare per organo - Omaggio a Girolamo Frescobaldi.
Le motif principal, formé d'un mouvement ascendant suivi d'un mouvement descendant, évoque deux autres fugues d'écriture contemporaine : celle du quatuor à cordes n° 8 en ut mineur (op. 110) de Dmitri Chostakovitch, et surtout celle du premier mouvement de la Musique pour cordes, percussion et célesta de Béla Bartók.
Le sujet est ici une succession de tons, utilisant toutes les notes de la gamme chromatique. Les sujets entrent successivement à la quinte, comme dans une véritable fugue. Le contre-sujet est ici une simple gamme chromatique descendante, qui suit chaque fois immédiatement l'exposition du sujet. Ligeti ne respecte pas ici toutes les contraintes d'une fugue d'école, mais les entrées successives et les mouvements parallèles fréquents entre les voix l'en rapprochent fortement. Les valeurs rythmiques diminuent graduellement avec les entrées successives, créant une sorte de dichotomie au milieu de la pièce entre les valeurs longues et les valeurs courtes . Après une série de strettes, qui transportent les voix aux extrêmes du clavier, le sujet devient soudainement fragmenté et irrégulier, avant de laisser entendre comme dernière note le la, par lequel la pièce débute.

## Source
- François-René Tranchefort, Guide de la musique de piano et clavecin, éd. Fayard 1987 p. 403  (ISBN 2-213-01639-9)